# 天才詐欺師物語 狸の花道
『天才詐欺師物語 狸の花道』（てんさいさぎしものがたり たぬきのはなみち）は、1964年8月1日に東宝系で公開された日本映画。カラー。東宝スコープ。

## 概要
競輪好きの詐欺師・仙田喜市はテル子に気に入られようと、あの手この手で人を騙して金儲けをする。やがて警察に捕まるも、素晴らしい演技力で仮釈放となるのだが……。
町田浩二の『詐欺の天才奮戦記』を、喜劇映画界の巨匠・山本嘉次郎が映画化した詐欺師コメディ映画。山本監督は1960年公開の『銀座退屈娘』（主演：中島そのみ）以来、4年振りの監督だが、本作では監督のほか、プロデュースや脚本の一部（「平戸延介」は彼の筆名）も手掛けるなどの活躍を見せた。そして本作の成功により、『狸の大将』『狸の王様』『狸の休日』と、詐欺師が主人公の作品を製作する。
なお本作はその後、1971年に『天才詐欺師物語 たぬきの中の狸』（ - たぬきのなかのたぬき）と改題して再上映された。

## スタッフ
- 製作：山本嘉次郎、菅英久
- 原作：町田浩二（『詐欺の天才奮戦記』より）
- 脚本：平戸延介
- 監督：山本嘉次郎
- 撮影：小泉福造
- 照明：西川鶴三
- 美術：浜上兵衛
- 録音：刀根紀雄
- 音楽：広瀬健次郎
- 編集：大井英史
- 助監督：児玉進
- スチール：吉崎松雄

## 出演者
- 仙田喜市：小林桂樹
- 小仏善平：三木のり平
- 赤井紋太：森繁久彌
- 貝原新作：山茶花究
- 仙田テル子：淡路恵子
- 仙田玉江：坂部尚子、坂部紀子
- 須藤敏子：司葉子
- 間宮：伊藤久哉
- 駒井：志村喬
- 小池美代：高橋紀子
- とみ子：沢井桂子
- とみ子の母：三田照子
- あき子：雨宮貞子
- ママさん：北川町子
- アケミ：中真千子
- 寝乱れの女：若松久代
- 下宿のおかみ：中北千枝子
- 料亭の内儀：水の也清美
- 運転手A：岡豊
- 運転手B：渋谷英男
- 隣りの親父：沢村いき雄
- 婆さん：小野松枝
- 親父：草間璋夫
- 小僧：太田豊彦
- 看守：藤原釜足
- パチンコ屋Aの女：佐々蓉子
- 緑の小母さん：馬野都留子
- タア坊：桐野洋雄

## 同時上映
『がらくた』
- 脚本：三村伸太郎、井手雅人、稲垣浩／監督：稲垣浩／主演：六代目市川染五郎（後の九代目松本幸四郎、現：二代目松本白鸚）

## エピソード
2003年3月にCS放送の日本映画専門チャンネルで、本作を含む「狸シリーズ」全4作が「だまし!だまされ!オールナイト」と称して放送されたが、本作は『天才詐欺師物語 たぬきの中の狸』のタイトルの方で放送された。